# Mexiquito, Zacatecas
Mexiquito är en ort i Mexiko.   Den ligger i kommunen Huanusco och delstaten Zacatecas, i den centrala delen av landet, 500 km nordväst om huvudstaden Mexico City. Mexiquito ligger 1 431 meter över havet och antalet invånare är 154.
Terrängen runt Mexiquito är kuperad åt nordost, men åt sydväst är den platt. Mexiquito ligger nere i en dal. Runt Mexiquito är det ganska glesbefolkat, med 22 invånare per kvadratkilometer. Närmaste större samhälle är Jalpa, 11,9 km söder om Mexiquito. I omgivningarna runt Mexiquito växer huvudsakligen savannskog.